# Hôtel Caillot de Coqueréaumont
L'hôtel Caillot de Coqueréaumont est un hôtel particulier situé à Rouen, en France.

## Localisation
L'hôtel Caillot de Coqueréaumont est situé dans le département français de la Seine-Maritime, sur la commune de Rouen, au 22 rue Beffroy.

## Historique
L'escalier intérieur, les façades et les toitures sont inscrits au titre des monuments historiques en 1975.